# Монлор (Верхняя Гаронна)
Монло́р (фр. и окс. Montlaur) — коммуна во Франции, находится в регионе Юг — Пиренеи. Департамент — Верхняя Гаронна. Входит в состав кантона Монжискар. Округ коммуны — Тулуза.
Код INSEE коммуны — 31384.

## География
Коммуна расположена приблизительно в 600 км к югу от Парижа, в 17 км к юго-востоку от Тулузы.

## Климат
Климат умеренно-океанический. Зима мягкая и снежная, весна характеризуется сильными дождями и грозами, лето сухое и жаркое, осень солнечная. Преобладают сильные юго-восточные и северо-западные ветры.

## Население
Население коммуны на 2010 год составляло 1213 человек.
| 1962 | 1968 | 1975 | 1982 | 1990 | 1999 | 2010 |
| ---- | ---- | ---- | ---- | ---- | ---- | ---- |
| 363  | 403  | 527  | 646  | 807  | 890  | 1213 |

## Администрация
| Период | Период | Фамилия       | Партия | Примечания |
| ------ | ------ | ------------- | ------ | ---------- |
| 1929   | 1971   | Эмиль Паже    |        |            |
| 1971   | 1989   | Франсуа Паже  |        |            |
|        |        |               |        |            |
| 2001   | 2008   | Маите Батальо |        |            |
| 2008   | 2020   | Пьер Мюллер   |        |            |

## Экономика
В 2010 году среди 778 человек трудоспособного возраста (15—64 лет) 573 были экономически активными, 205 — неактивными (показатель активности — 73,7 %, в 1999 году было 75,7 %). Из 573 активных жителей работали 534 человека (276 мужчин и 258 женщин), безработных было 39 (16 мужчин и 23 женщины). Среди 205 неактивных 98 человек были учениками или студентами, 67 — пенсионерами, 40 были неактивными по другим причинам.

## Достопримечательности
- Замок Монлор (XVI век). Исторический памятник с 1982 года[4]
- Церковь Сен-Лотье

## Фотогалерея

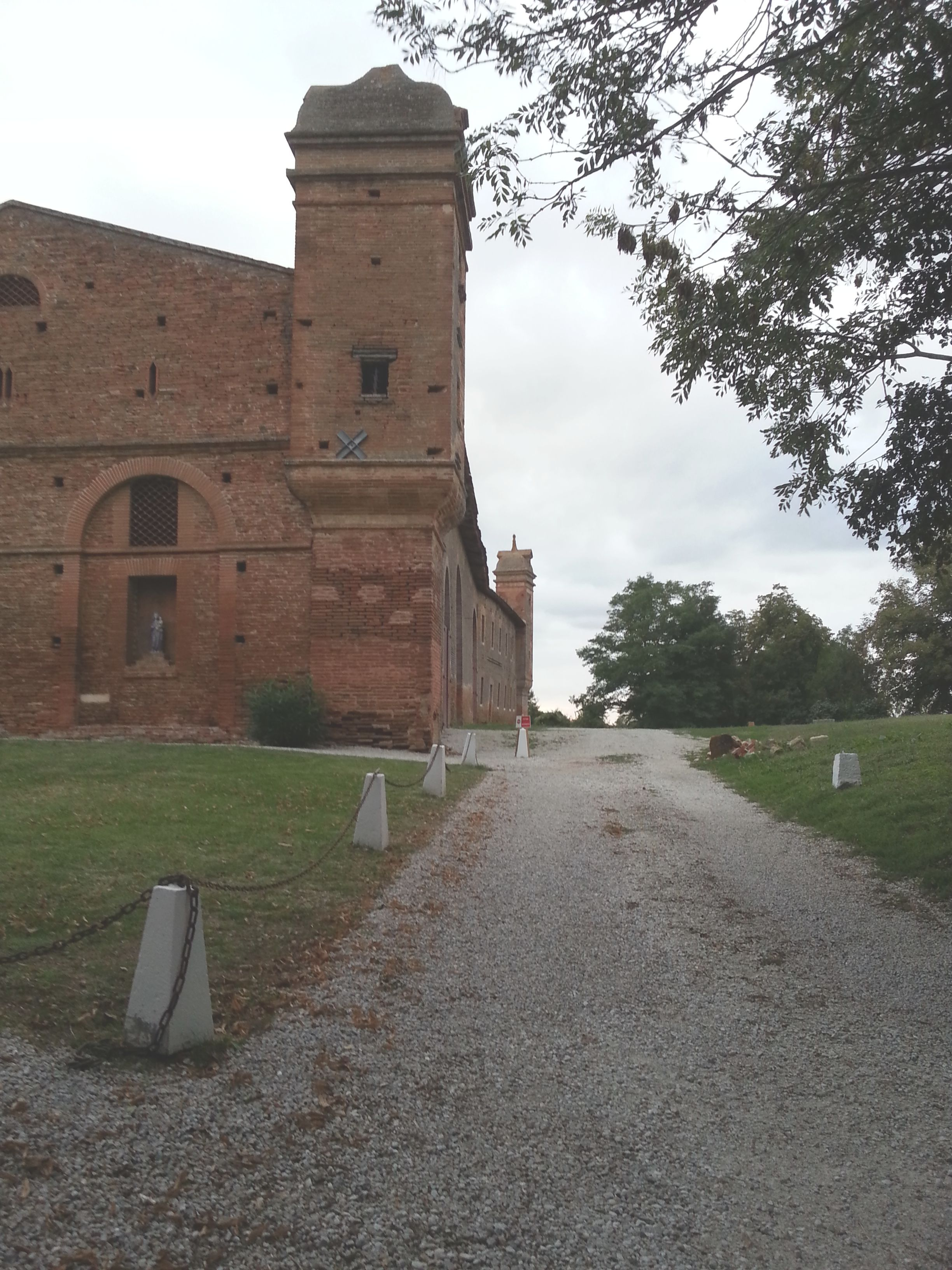
Замок Монлор
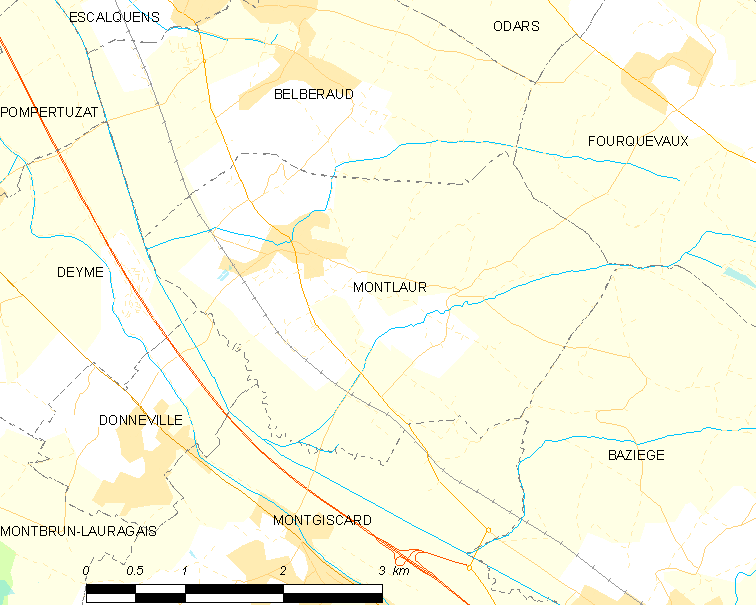
Карта коммуны